# Montigny-sur-Armançon
Montigny-sur-Armançon település Franciaországban, Côte-d’Or megyében. Lakosainak száma 157 fő (2022. január 1.). Montigny-sur-Armançon Pont-et-Massène, Saint-Euphrône, Villeneuve-sous-Charigny, Braux, Brianny és Le Val-Larrey községekkel határos.

## Népesség
A település népességének változása:
| Lakosok száma | 109  | 84   | 101  | 133  | 153  | 152  | 152  | 147  | 150  | 157  |
|               | 1968 | 1982 | 1990 | 2006 | 2013 | 2015 | 2017 | 2019 | 2020 | 2022 |